# 永倉三郎
永倉 三郎（ながくら さぶろう、1910年（明治43年）2月15日 - 1993年（平成5年）10月20日 ）は、日本の経営者。九州電力社長。九州旅客鉄道初代会長。九州・山口経済連合会会長。

## 来歴・人物
佐賀県佐賀市出身。佐賀県立佐賀高等学校卒業。1934年に東京帝国大学経済学部を卒業し、同年に東邦電力に入社。
1942年に九州配電（のちの九州電力）に転じる。戦時中は陸軍第49師団の主計中尉としてインパール作戦に従軍した。1963年5月に取締役に就任し、常務、副社長を経て、1974年5月に社長に就任。1983年6月に会長に就任し、1987年6月から取締役相談役を務めた。福岡放送取締役、九州旅客鉄道初代会長、九州・山口経済連合会会長なども歴任。
1972年10月に藍綬褒章を受章し、1986年11月に勲一等瑞宝章を受章した。

## 著書
- 『無我の人生 中国・ビルマ従軍編』西日本新聞社、1985年11月。ISBN 978-4816701269。
- 『九州・ともしびの記録 続無我の人生』西日本新聞社、1989年11月。ISBN 978-4816702808。
- 本坊豊吉、杉浦敏介、五島昇、鈴木治雄、岩谷直治、永倉三郎『私の履歴書』日本経済新聞社〈経済人26〉、2004年6月1日。ISBN 453216902X。